# Trichopilia juninensis
Trichopilia juninensis är en orkidéart som beskrevs av Charles Schweinfurth. Trichopilia juninensis ingår i släktet Trichopilia och familjen orkidéer. Inga underarter finns listade i Catalogue of Life.